# Одна тысяча рублей (Беларусь)
Одна́ ты́сяча рубле́й (бел. Тысяча рублёў) — номинал банкноты, использовавшейся в Беларуси с 1993 по 2017 год.

## История
Первая 1000-рублёвая банкнота в Беларуси была введена в обращение 3 ноября 1993 года. 16 сентября 1998 года в обращение была введена обновлённая банкнота достоинством в 1000 рублей, которая являлась законным платежным средством наравне с 1000 рублей образца 1992 года. Обе банкноты выведены из обращения 1 января 2001 года. 1 января 2000 года была введена новая банкнота достоинством в 1000 рублей, соответствующая 1 000 000 рублей образца 1999 года. Выведена из обращения 1 декабря 2017 года.

## Характеристика

### 1000 рублей 1992 года
На лицевой стороне изображена Национальная академия наук республики. В правом верхнем углу помещена надпись «ТЫСЯЧА РУБЛЁЎ» и цифровое обозначение номинала — «1000». Слева от изображения в узорном орнаменте размещено крупное цифровое обозначение номинала, а над ним — номер и серия банкноты, который также дублируется в правом нижнем углу. Слева вверху изображён специальный узорный элемент. В нижней части банкноты проходит узорная кайма, обрамлённая защитными надписями в 3 строки сверху и снизу «РЭСПУБЛІКАБЕЛАРУСЬ», выполненными мелким шрифтом.
На оборотной стороне в узорном орнаменте помещён герб Погоня, слева и справа от которого изображены цифровые обозначения номинала. В верхней части банкноты через всё поле проходит узорная кайма, в нижней части проходят две узорные каймы, между которыми размещается надпись «РАЗЛІКОВЫ БІЛЕТ НАЦЫЯНАЛЬНАГА БАНКА БЕЛАРУСІ». В правой нижней части обозначен год — «1992». В верхней правой части надпись мелкими буквами «ПАДРОБКА РАЗЛІКОВЫХ БІЛЕТАЎ НАЦЫЯНАЛЬНАГА БАНКА БЕЛАРУСІ ПРАСЛЕДУЕЦЦА ПА ЗАКОНУ».

### 1000 рублей 1998 года
На лицевой стороне изображена Национальная академия наук республики. В правом верхнем углу помещена надпись «ТЫСЯЧА РУБЛЁЎ» и цифровое обозначение номинала — «1000». Слева от изображения в узорном орнаменте размещено крупное цифровое обозначение номинала, а над ним — номер и серия банкноты. Слева вверху изображён специальный узорный элемент. В нижней части банкноты проходит узорная кайма, обрамлённая защитными надписями в 3 строки сверху и снизу «РЭСПУБЛІКАБЕЛАРУСЬ», выполненными мелким шрифтом.
На оборотной стороне в узорном орнаменте помещено цифровое обозначение номинала — «1000». В верхней части банкноты через всё поле проходит узорная кайма, в нижней части проходят две узорные каймы, между которыми размещается надпись «РАЗЛІКОВЫ БІЛЕТ НАЦЫЯНАЛЬНАГА БАНКА БЕЛАРУСІ». В правой нижней части обозначен год — «1998». В верхней правой части надпись мелкими буквами «ПАДРОБКА РАЗЛІКОВЫХ БІЛЕТАЎ НАЦЫЯНАЛЬНАГА БАНКА БЕЛАРУСІ ПРАСЛЕДУЕЦЦА ПА ЗАКОНУ».

### 1000 рублей 2000 года
На лицевой стороне изображено здание Национального художественного музея республики с подписью «НАЦЫЯНАЛЬНЫ МАСТАЦКІ МУЗЕЙ РЭСПУБЛІКІ БЕЛАРУСЬ». Слева и справа от изображения помещены графические знаки защиты. В верхней части поля банкноты проходит орнаментальная полоса, в которой помещена надпись «БІЛЕТ НАЦЫЯНАЛЬНАГА БАНКА РЭСПУБЛІКІ БЕЛАРУСЬ», а снизу прилегает защитный микротекст из повторяющейся аббревиатуры «НБРБ», в правой верхней части банкноты на фоне орнаментальной полосы помещена большая аббревиатура «НБРБ». Номинал обозначен цифрами в левой части банкноты, внутри виньетки справа сверху относительно центрального изображения, и словами «ТЫСЯЧА РУБЛЁЎ» под изображением музея. В нижней части проходит узорная кайма, к которой сверху прилегает микротекст из повторяющихся чисел «1000», в правом нижнем углу банкноты внутри виньетки помещено обозначение года «2000».
На оборотной стороне размещён фрагмент картины И. Хруцкого «Портрет жены с цветами и фруктами» (1838), по бокам от этого изображения размещены графические защитные элементы. Расположение защитных микротекстов на этой стороне такое же, как и на лицевой стороне. В верхней части номинал указан словами «ТЫСЯЧА РУБЛЁЎ», под центральным изображением размещено крупное число «1000», обозначающее номинал. Серия и номер банкноты размещены вверху справа и внизу слева поля банкноты. В левом верхнем углу надпись: «ПАДРОБКА БІЛЕТАЎ НАЦЫЯНАЛЬНАГА БАНКА РЭСПУБЛІКІ БЕЛАРУСЬ ПРАСЛЕДУЕЦЦА ПА ЗАКОНУ».

## Памятные банкноты
| Серия     | Дата выпуска   | Тираж     | Описание банкноты                            | Описание банкноты | Изображение     | Изображение       |
| Серия     | Дата выпуска   | Тираж     | Лицевая сторона                              | Оборотная сторона | Лицевая сторона | Оборотная сторона |
| --------- | -------------- | --------- | -------------------------------------------- | --- | --------------- | ----------------- |
| Миллениум | 1 октября 2001 | 2500 экз. | Национальный художественный музей республики | Фрагмент картины Хруцкого «Портрет жены с цветами и фруктами» и отличительный знак — слово «MILLENNIUM» на поле водяного знака. |                 |                   |